# Ляхович Микола Васильович
Мико́ла Васи́льович Ляхо́вич (30 травня 1926, Бояни, Румунія (нині Новоселицького району Чернівецької області) — 22 грудня 1996, Чернівці, Україна) — український історик, діяч освіти і науки, дослідник історії Румунії, міжнародного робітничого руху, зовнішньої політики країн Південно-Східної Європи, доктор історичних наук, професор.

## Біографія
У 1940—1941 рр. навчався у Боянській середній школі. У 1941—1944 рр.працював різноробом та допомагав у господарстві батькам.
Після звільнення Чернівецької області у 1944 році працював у Боянськії сільській раді помічником секретаря, а потім секретарем. З березня 1946 р. працював вчителем Боянської середньої школи.
1949—1953 рр.навчався на історичному факультеті Чернівецького університету. Одночасно 1949—1953 на комсомольській роботі: брав участь у освоєнні цілинних земель Кустанайської області, куди їздив з молоддю, у будівництві шахти «Чернівецька комсомольська» у Свердловському районі Луганської області та в інших важливих суспільних і господарських заходах.
З 1957 р. по 1961 р. вчився в аспірантурі при Академії суспільних наук при ЦК КПРС у м. Москва, де підготував та захистив кандидатську дисертацію «Економічне, політичне й ідеологічне співробітництво Румунії з соціалістичними країнами».
1945—1956 рр., 1957—1967 рр. — на партійній роботі. З березня 1967 р. працював у Чернівецькому державному університеті на посаді проректора по заочному та вечірньому навчанню, а у 1974—1992 рр. — проректором з навчальної роботи. Роботу проректора суміщав з викладанням на кафедрі нової та новітньої історії історичного факультету.
1987 р. в Інституті історії АН УРСР захистив докторську дисертацію «Робітничий рух у Румунії в роки світової економічної кризи 1929—1933 рр.», отримав вчене звання професора. Ляховичем Миколою Васильовичем було написано 3 монографії і близько 170 наукових і політичних статей з питань робітничого і профспілкового руху Румунії у 20—40 рр. XX ст., економічних і політичних взаємовідносин Румунії і Радянського Союзу та ін. Підготував 7 кандидатів наук.
Обирався депутатом обласної і міської Рад народних депутатів, брав участь у суспільній роботі. Протягом 8 років був головою Чернівецького обласного правління товариства пам'ятників історії і культури. Протягом 22 років — головою обласного відділення товариства радянсько-румунської дружби. Обирався заступником голови і членом президії республіканського і членом правління всесоюзного товариства радянсько-румунської дружби. Працював позаштатним лектором товариства «Знання», брав участь у підготовці окремих документів з питань радянсько-румунських відносин і історії Буковини і у проведенні інших важливих політичних заходів в області.

## Відзнаки і нагороди
За 47 років праці був нагороджений орденами і медалями, почесною грамотою Президії Верховної Ради УРСР. Указом Президента України № 3/97-рп від 14 лютого 1996 р. Ляховичу Миколі Васильовичу призначено державну стипендію як видатному діячу науки та освіти.

## Публікації Миколи Ляховича
- На подъеме.— М., 1957
- Социалистический интернационализм —незыблемая основа взаимоотношений между социалистическими странами.— Фрунзе, 1961
- Экономическая ситуация в Румынии в годы мирового экономического кризиса 1929—1933.— М., 1978
- Борьба железнодорожников и нефтяников Румынии в феврале 1933 г.— М., 1983
- Против наступления капитала и реакции: Революционная борьба пролетариата Румынии в годы мирового экономического кризиса 1929—1933 г.— Львів, 1987